# Run Into the Light
Run Into the Light – trzeci minialbum angielskiej wokalistki Ellie Goulding, wydany wyłącznie za pośrednictwem iTunes 30 sierpnia 2010 roku. Płyta składa się z sześciu remiksów utworów z debiutanckiego albumu Ellie "Lights", cztery z nich nie były dotąd nigdzie opublikowane. Album był wspierany przez Nike i wydany przez Polydor jako ścieżka dźwiękowa, która miała pomóc w dążeniu do unania muzyki Ellie przez brytyjską subkulturę.

## Lista utworów
1. "Run Into the Light Medley" – 30:06
2. "This Love (Will Be Your Downfall)" (Mille Remix) – 5:31
3. "Guns and Horses" (Monsieur Adi Remix) – 4:22
4. "Lights" (Fear of Tigers Remix) – 4:54
5. "Salt Skin" (Alex Metric Remix) – 5:00
6. "Starry Eyed" (Russ Chimes Remix) – 4:41
7. "Under the Sheets" (Jakwob Remix) – 5:35

## Notowania
| Lista (2010)    | Najwyższa pozycja |
| --------------- | ----------------- |
| UK Albums Chart | 102               |